# Ghiaccio VII

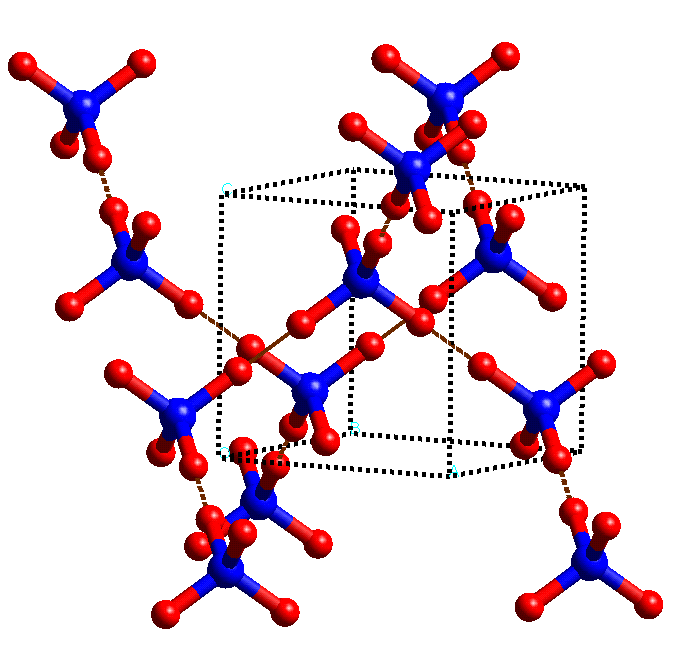
La struttura cristallina del ghiaccio VII

La fase fisica dell'acqua nota come ghiaccio VII è una forma cristallina cubica di ghiaccio d'acqua. Ha un punto triplo con l'acqua liquida e il ghiaccio VI a 355 K e 2,216 GPa, con un punto di fusione che si estende ad almeno 715 K e 10 GPa. Questa fase può essere raggiunta anche allo stato solido, incrementando la pressione sul ghiaccio VI a temperatura ambiente. Come la maggior parte delle fasi del ghiaccio (includendo ghiaccio Ih), le posizioni degli atomi di idrogeno sono disordinate. In aggiunta, gli atomi di ossigeno sono anch'essi disordinati su molteplici siti. La struttura del ghiaccio VII include un reticolo di ponti di idrogeno sotto forma di due sub-lattici compenetranti (ma non-legati)..
Il ghiaccio VII è l'unica fase disordinata di ghiaccio che può essere resa ordinata dal semplice raffreddamento, e forma la fase ordinata nota come ghiaccio VIII sotto i 273 Kelvin fino a ~ 8 GPa. Sopra questa pressione, la temperatura di transizione VII-VIII diminuisce rapidamente, raggiungendo 0 K alla pressione ~60 GPa. Dunque, il ghiaccio VII ha il maggiore campo di stabilità tra tutte le fasi molecolari del ghiaccio. I sotto-lattici cubici dell'ossigeno che formano la spina dorsale della struttura del ghiaccio VII persistono a pressioni di almeno 128 GPa. Questa pressione è sostanzialmente più alta rispetto a quella alla quale l'acqua perde il suo carattere molecolare interamente, formando il ghiaccio X.
Il ghiaccio d'acqua ordinario è noto come ghiaccio Ih, (nella nomenclatura di Bridgman). Sottoponendo in laboratorio l'acqua a diverse temperature e pressioni, sono stati ottenuti diversi tipi di ghiaccio, dal ghiaccio II al ghiaccio XV.

## Esistenza in natura
La sua esistenza allo stato naturale è stata dimostrata nel 2018, quando Ghiaccio VII è stato individuato all'interno di inclusioni osservate in diamanti naturali. Si presume che il Ghiaccio VII si sia formato quando l'acqua intrappolata all'interno dei diamanti ha conservato l'alta pressione del profondo mantello a causa della forza e della rigidità del reticolo cristallino del diamante, ma si sia raffreddata fino a temperature della superficie terrestre, circostanze che hanno creato l'ambiente favorevole in termini di elevatissima pressione, ma senza le altissime temperature del mantello. Prima di questa scoperta, gli scienziati ne ipotizzavano l'esistenza sul fondale oceanico di Europa o di pianeti extrasolari come Gliese 436 b e Gliese 1214 b, che sono fatti in gran parte di acqua.
La scoperta della sua presenza in natura ha spinto l'Associazione Mineralogica Internazionale a classificare ghiaccio VII come un vero e proprio minerale a sé stante.